# Salam Karam
Salam Karam, född 9 mars 1975 i Bagdad är en svensk journalist och statsvetare, som doktorerat vid institutionen för orientaliska och afrikanska studier, SOAS, på University of London.
Han har skrivit för bland annat Svenska Dagbladet, samt medverkat i P1:s Godmorgon, världen!. Salam Karam skrev en uppmärksammad artikel i Svenska Dagbladet år 2004, där han visade hur kontroversiella delar av en predikan som imamen i Stockholms moské höll på arabiska, inte fanns med i den svenska översättningen av predikan.
Salam Karam har en magisterexamen i mellanösternstudier från Uppsala universitet och en filosofie doktor från University of London. Hans doktorsavhandling, Constitution-making process in Iraq, handlade om vilken roll skapandet av en ny konstitution i Irak, efter Saddam Husseins fall, spelar för fred och demokrati i landet. Han har bland annat skrivit artiklar om religiös extremism och antisemitism bland svenska muslimer.